# Robledillo de Trujillo
Robledillo de Trujillo (extremadurai nyelven Robleíllu de Trugillu) település Spanyolországban, Cáceres tartományban. Robledillo de Trujillo Zarza de Montánchez, Salvatierra de Santiago, Santa Ana, Ibahernando, Villamesías és Escurial községekkel határos. Lakosainak száma 368 fő (2024).

## Népesség
A település népessége az elmúlt években az alábbi módon változott:
| Lakosok száma | 497  | 467  | 454  | 420  | 410  | 384  | 370  | 366  | 362  | 368  |
|               | 2001 | 2004 | 2006 | 2009 | 2011 | 2014 | 2016 | 2019 | 2021 | 2024 |